# Andrena robinsoni
Andrena robinsoni là một loài Hymenoptera trong họ Andrenidae. Loài này được Lanham mô tả khoa học năm 1987.